# خواننده-ترانه‌پرداز

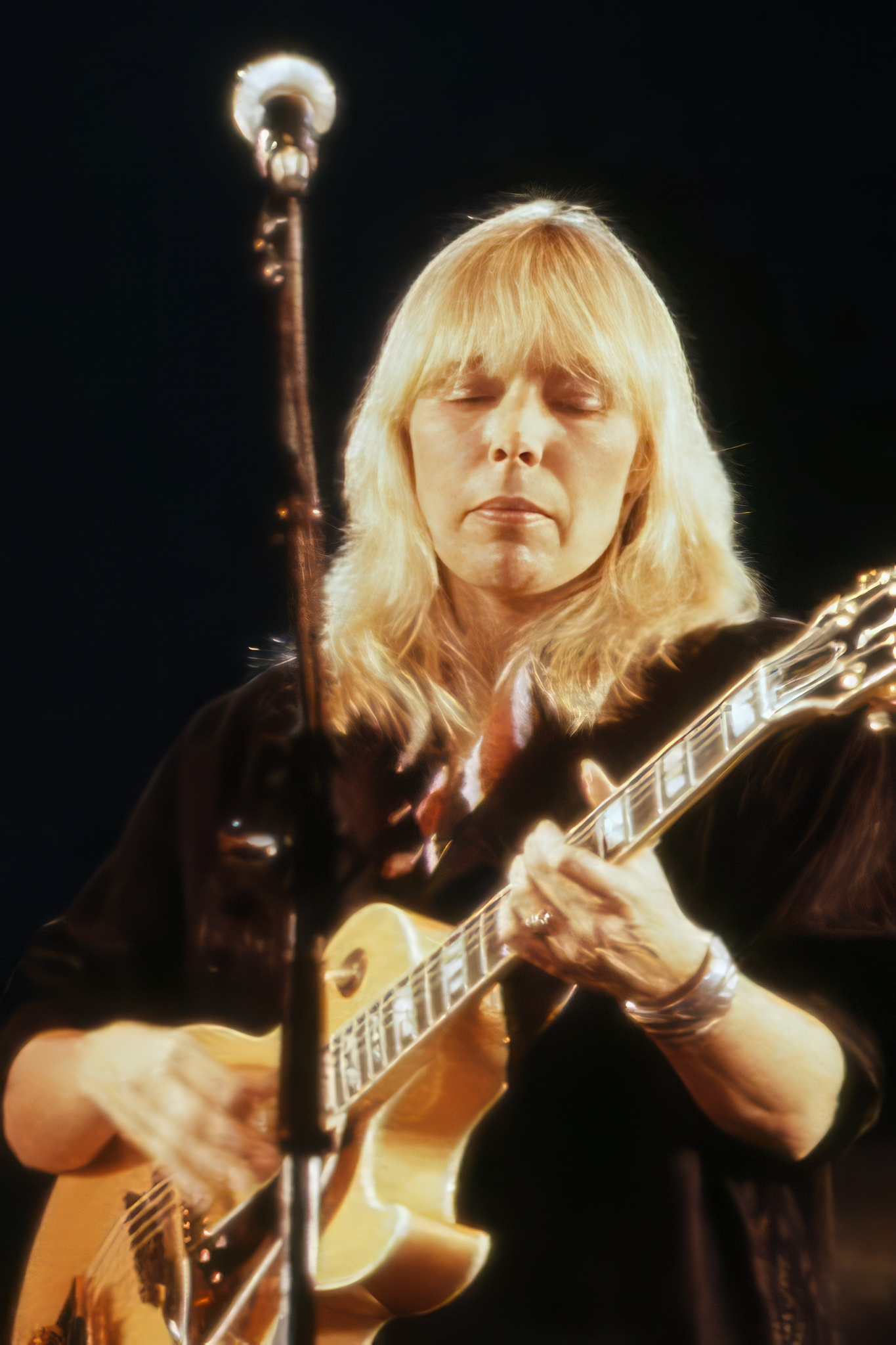
جونی میچل، نمونه‌ای از یک خواننده-ترانه‌پرداز

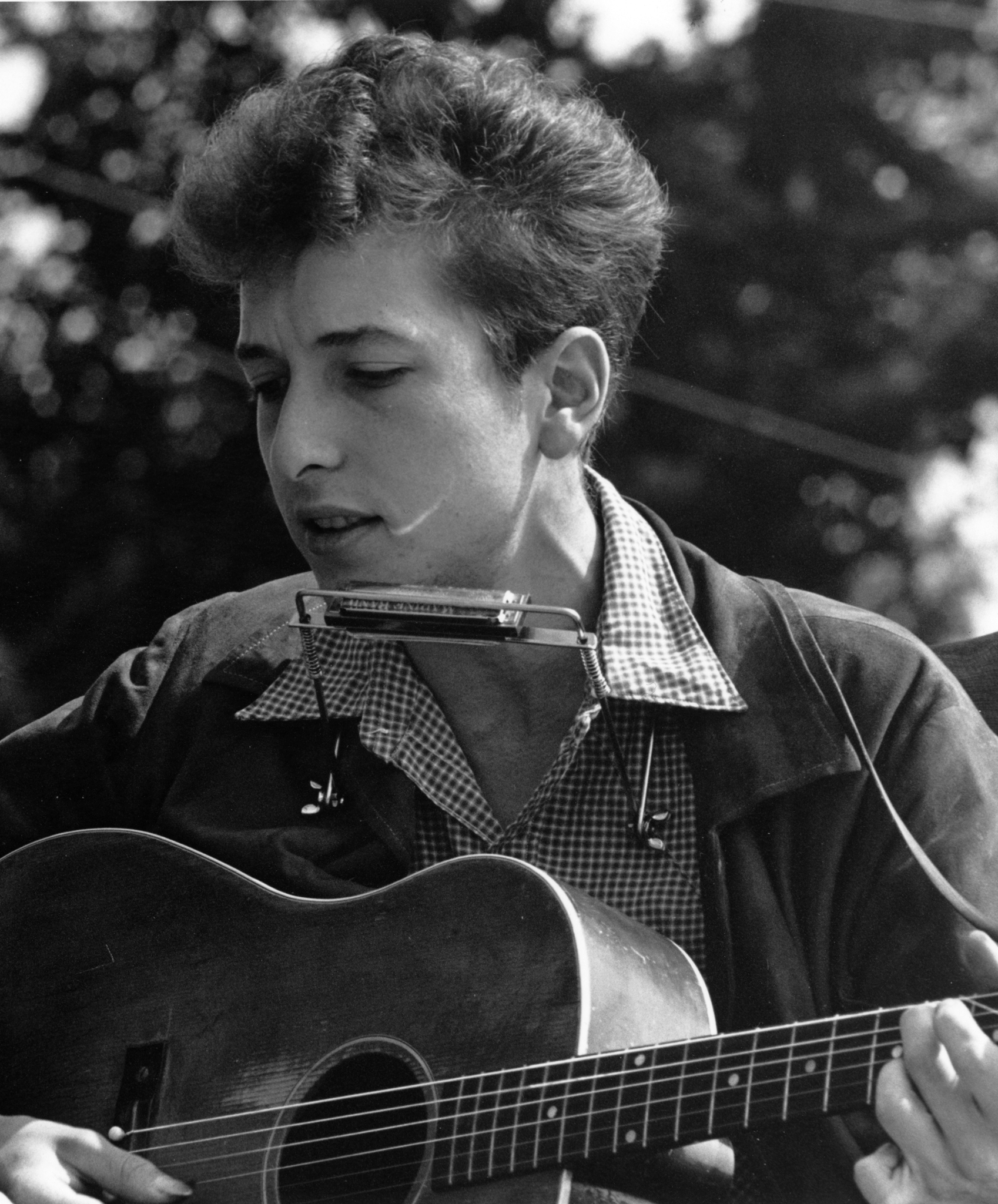
باب دیلن

خواننده-ترانه‌پرداز موسیقی‌دانی است که آهنگ، متن ترانه و ملودیِ کارهایی که اجرا می‌کند را خودش تألیف می‌کند و می‌سازد. این سبک با سنّت موسیقی مردمی آغاز شد. خواننده-ترانه‌پردازان معمولاً همراهیِ تمامِ یک آهنگسازی یا ترانه را انجام می‌دهند که بیشتر با استفاده از یک گیتار یا پیانو است.

## کاربرد
اصطلاح خواننده-ترانه‌پرداز در موسیقی عامه‌پسند برای اشاره به هنرمندانی استفاده می‌شود که ساخت و اجرای کارهایشان را خودشان انجام می‌دهند که بیشتر یک گیتار یا پیانو آنها را همراهی می‌کند. این هنرمندان نقش یک آهنگساز، ترانه‌سرا، خواننده، نوازنده و گاهی مدیر را بازی می‌کنند. برپایهٔ آل‌میوزیک، متن ترانه‌های خواننده-ترانه‌پردازان، اغلب شخصی است اما با جزئیات استعاره‌ای و تصاویر مبهم پوشیده شده‌است و مشغلهٔ خلاقانهٔ آن‌ها بر ترانه به‌جای اجرای آن‌ها تأکید دارد. بیشتر ساخته‌های چنین هنرمندانی از نظر بی‌پرده و شبهه کم‌حرف بودن که تمرکز را بر ترانه قرار می‌دهد، شبیه هستند.
این اصطلاح آهنگسازان را در موسیقی راک، مردمی و پاپ مانند هنک ویلیامز و بادی هالی توصیف می‌کند. استفاده از آن از دههٔ ۱۹۶۰ میلادی رواج یافت.